# Milan Kymlička
Milan Kymlička (* 15. Mai 1936 in Louny, Tschechoslowakei; † 9. Oktober 2008 in Toronto, Kanada) war ein tschechisch-kanadischer Komponist und Arrangeur. 

## Biografie
Milan Kymlička studierte am Prager Konservatorium, an der Akademie der musischen Künste in Prag und wurde später ein Schüler von Emil Hlobil. Bis 1967 hatte Kymlička in seinem Heimatland Musik für über 20 Film-, Ballett- und Theaterproduktionen komponiert. Mit dem Prager Frühling wanderte er nach Kanada aus, wo er 1974 auch die kanadische Staatsbürgerschaft annahm. Beim staatlichen Sender CBC/Radio-Canada fand er schnell Arbeit und begann erneut mit dem Komponieren. Zu seinen berühmtesten Kompositionen gehören seine Arbeiten an den Fernsehserien Der kleine Maulwurf, Babar der Elefantenkönig, Rupert und Feivel der Mauswanderer & seine Freunde.

## Filmografie (Auswahl)

### Film
- 1989: The Amityville Curse – Der Fluch (The Amityville Curse)
- 1990: Familiensache (Falling Over Backwards)
- 1990: Simon, der Träumer (Simon les nuages)
- 1991: Popcorn, Leichen & Posaune (L’assassin jouait du trombone)
- 1992: Auf der Suche nach Daddy (Change of Heart)
- 1993: Marys Nachbar (The Neighbor)
- 1995: Das Ende aller Träume (Margaret’s Museum)
- 1997: Maddy tanzt auf dem Mond (Dancing on the Moon)
- 1998: False Pretense – Der Schein trügt (Dead End)
- 1998: Sir Arthur Conan Doyle’s Lost World (The Lost World)
- 1999: Kayla – Mein Freund aus der Wildnis (Kayla)
- 1999: Symphonie des Todes (Requiem for Murder)
- 1999: Zuhause ist ein weiter Weg (Running Home)
- 2000: Das Leben, der Tod und andere Katastrophen (Two Thousand and None)
- 2000: Der Kuss der Killerin (Revenge)
- 2001: Die geheime Festung (The Hidden Fortress)
- 2001: Im Labyrinth der Angst (Frozen with Fear)
- 2008: Die Trauer der Frau Schneider (Smutek paní Snajdrové)

### Serie
- 1965: Der kleine Maulwurf (1 Folge)[1]
- 1989–2000: Babar der Elefantenkönig (78 Folgen)
- 1991–1997: Rupert (65 Folgen)
- 1992–1993: Feivel der Mauswanderer & seine Freunde (Fievel's American Tails, 13 Folgen)
- 1995–1996: Die unendliche Geschichte (The NeverEnding Story, 10 Folgen)
- 1997–1999: Lassie (26 Folgen)